# Іваненко Ігор Васильович
Ігор Васильович Іваненко (15 жовтня 1948, Мена — 14 квітня 2001, Одеса) — радянський футболіст і тренер.

## Кар'єра гравця
Вихованець «Поділля» (Кам'янець-Подільський). Розпочав ігрову кар'єру у «Поділлі» (Кам'янець-Подільський) у 1964 році, будучи студентом Кам'янець-Подільського Педінституту. У 1968 році закінчив навчання у інституті і разом з «Поділлям» почав грати на професійному рівні в класі «Б» чемпіонату СРСР. В 1970 році перейшов в вінницький «Локомотив». Тоді в казахський «Цементник» Семипалатинськ. З 1971 по 1972 і в 1975 роках грає в 2 лізі чемпіонату СРСР за «Динамо» (Хмельницький). З 1973 по 1975 рік грає в першій і вищій союзних лігах за «Чорноморець» (Одеса). Після виступів у латвійському клубі «Даугава» у 1976 році повертається в Одесу, проводить три сезони у СКА Одеса і переходить на тренерську роботу.

## Тренерська кар'єра
Працював тренером в СДЮШОР «Черноморець» і ДЮСШ СКА (Одеса), головним тренером «Динамо-Дагма» (Одеса) у сезоні 1994/1995 років, «Динамо-Флеш» (Одеса) — 1995/1996, а також тренував аматорські колективи: «Портовик» (Іллічівськ), «Чорноморочки» (Одеса), «Сигнал» (Одеса).
Закінчив Вищу Школу Тренерів в Москві в 1983.
Помер 14 квітня 2001 року в Одесі.